# Nicolas Tikhobrazoff
Cet article possède un paronyme, voir Nicolas Tikhomiroff.
Nicolas Tikhobrazoff (né le 6 juin 1946 à Paris et mort le 3 octobre 2022 à Saint-Mandé) est un peintre français.

## Biographie
Nicolas Tikhobrazoff naît le 6 juin 1946 à Paris. Il est issu d’une vieille famille russe, élevé dans la tradition slave. Il est membre du Conseil national français des arts plastiques. 
Il s'intéresse aux lignes, aux effets anamorphiques et à la calligraphie médiévale.
En 2000, il reprend le Libre journal des collectionneurs de Jean-Claude Montagné sur Radio Courtoisie.
Nicolas Tikhobrazoff est le président du site Artcorusse.